# Tímea Lőrincz
Tímea Lőrincz, née Sára le 21 avril 1992 à Gheorgheni, est une fondeuse roumaine.

## Biographie
Elle commence sa carrière officielle en 2008 dans la Coupe des Balkans, montant sur plusieurs podiums lors de cette saison. À l'été 2009, elle gagne une manche de la Coupe du monde de rollerski à Pigadia, une montée sur dix kilomètres.
Chez les juniors, elle prend part à quatre éditions des Championnats du monde de la catégorie entre 2009 et 2012, obtenant son meilleur résultat en 2010 à Hinterzarten, avec une treizième place sur la poursuite.
Elle fait ses débuts en Coupe du monde en novembre 2012 et totalise neuf départs.
Elle reçoit sa première sélection en championnat du monde en 2013 à Val di Fiemme. Elle découvre les jeux olympiques en 2014 à Sotchi, où elle finit 48e du sprint libre, 59e du dix kilomètres classique et 58e du skiathlon. 
Son meilleur résultat sur la scène internationale intervient aux Championnats du monde 2017 à Lahti, lorsqu'elle prend la 41e place au trente kilomètres libre.
En 2018 à Pyeongchang, pour ses deuxièmes jeux olympiques, elle arrive 61e du sprint classique et 53e du dix kilomètres libre. Après près de deux ans d'absence en raison d'une grossesse, elle fait son retour à la compétition à l'été 2020.

## Palmarès

### Jeux olympiques
| Épreuve / Édition   | Sprint                           | Sprint                           | 10 km                            | 10 km                            | Skiathlon 2 × 7,5 km | 30 km | Relais | Relais   |
| Épreuve / Édition   | libre                            | classique                        | libre                            | classique                        | Skiathlon 2 × 7,5 km | 30 km | Sprint | 4 × 5 km |
| JO 2014 Sotchi      | 48e                              | Épreuve inexistante à cette date | Épreuve inexistante à cette date | 59e                              | 58e                  | -     | —      | -        |
| JO 2018 Pyeongchang | Épreuve inexistante à cette date | 61e                              | 53e                              | Épreuve inexistante à cette date | -                    | —     | -      | -        |

Légende :
- : pas d'épreuve
- — : Non disputée par Lőrincz

### Championnats du monde
| Édition \ Épreuve  | Sprint classique                 | Sprint libre                     | 10 km classique                  | 10 km libre                      | Skiathlon 15 km | 30 km | Sprint par équipes | Relais 4 × 5 km |
| ------------------ | -------------------------------- | -------------------------------- | -------------------------------- | -------------------------------- | --------------- | ----- | ------------------ | --------------- |
| Val di Fiemme 2013 | 77e                              | Épreuve inexistante à cette date | Épreuve inexistante à cette date | 65e                              | 66e             | -     | -                  | -               |
| Falun 2015         | 53e                              | Épreuve inexistante à cette date | Épreuve inexistante à cette date | 46e                              | 45e             | -     | -                  | -               |
| Lahti 2017         | Épreuve inexistante à cette date | 47e                              | 62e                              | Épreuve inexistante à cette date | 46e             | 41e   | -                  | -               |
| Oberstdorf 2021    | 69e                              | Épreuve inexistante à cette date | Épreuve inexistante à cette date | 79e                              | 66e             |       |                    | -               |